# Jill Bakken
Jill Bakken (n. 25 ianuarie 1977, Portland, Oregon, SUA) este o sportivă ce a reprezentat Statele Unite ale Americii, medaliată olimpică. A participat la o ediție a Jocurilor Olimpice (2002) în care a câștigat o medalie de aur.

## Participări
Lista de mai jos prezintă principalele competiții la care a participat Jill Bakken de-a lungul carierei.
- bobsleigh at the 2002 Winter Olympics – two-woman[*]